# Anastasiya Yakimova
Anastasiya Yakimova (née le 1er novembre 1986 à Minsk) est une joueuse de tennis biélorusse, professionnelle depuis 2001.
À ce jour, elle a remporté deux tournois WTA en double dames.

## Palmarès

### Titres en double dames
| No | Date       | Nom et lieu du tournoi | Catégorie | Dotation  | Surface      | Partenaire            | Finalistes                           | Score            |          |
| -- | ---------- | ---------------------- | --------- | --------- | ------------ | --------------------- | ------------------------------------ | ---------------- | -------- |
| 1  | 22/05/2006 | Istanbul Cup Istanbul  | Tier III  | 200 000 $ | Terre (ext.) | Alona Bondarenko      | Sania Mirza Alicia Molik             | 6-2, 6-4         | Parcours |
| 2  | 01/10/2007 | Tashkent Open Tachkent | Tier IV   | 145 000 $ | Dur (ext.)   | Ekaterina Dzehalevich | Tatiana Poutchek Anastasia Rodionova | 2-6, 6-4, [10-7] | Parcours |

### Finale en double dames
| No | Date       | Nom et lieu du tournoi      | Catégorie | Dotation  | Surface      | Vainqueures                  | Partenaire   | Score     |          |
| -- | ---------- | --------------------------- | --------- | --------- | ------------ | ---------------------------- | ------------ | --------- | -------- |
| 1  | 15/02/2010 | Copa BBVA-Colsanitas Bogota | Intern'l  | 220 000 $ | Terre (ext.) | Gisela Dulko Edina Gallovits | Olga Savchuk | 6-2, 7-66 | Parcours |

## Parcours en Grand Chelem

### En simple dames
| Année | Open d'Australie                                    | Open d'Australie | Internationaux de France                                 | Internationaux de France                                   | Wimbledon                                           | Wimbledon                                                    | US Open                                              | US Open        |
| ----- | --------------------------------------------------- | ---------------- | -------------------------------------------------------- | ---------------------------------------------------------- | --------------------------------------------------- | ------------------------------------------------------------ | ---------------------------------------------------- | -------------- |
| 2004  | —                                                   | —                | Q1 \|\| style="text-align:left" \| Adriana Serra Zanetti | Q1 \|\| style="text-align:left" \| Antonella Serra Zanetti | —                                                   | —                                                            |                                                      |                |
| 2005  | 1er tour (1/64)                                     | Lisa Raymond     | 1er tour (1/64)                                          | Virginia Ruano                                             | Q2 \|\| style="text-align:left" \| Tatiana Poutchek | Q3 \|\| style="text-align:left" \| María Emilia Salerni      |                                                      |                |
| 2006  | 1er tour (1/64)                                     | Nicole Vaidišová | 2e tour (1/32)                                           | Justine Henin                                              | 1er tour (1/64)                                     | Séverine Beltrame                                            | 1er tour (1/64)                                      | Martina Müller |
| 2007  | 3e tour (1/16)                                      | Lucie Šafářová   | 1er tour (1/64)                                          | Stéphanie Cohen                                            | 1er tour (1/64)                                     | Caroline Wozniacki                                           | Q1 \|\| style="text-align:left" \| Regina Kulikova   |                |
| 2008  | Q3 \|\| style="text-align:left" \| Sabine Lisicki   | 2e tour (1/32)   | Caroline Wozniacki                                       | Q3 \|\| style="text-align:left" \| Stéphanie Foretz        | Q3 \|\| style="text-align:left" \| Neuza Silva      |                                                              |                                                      |                |
| 2009  | 1er tour (1/64)                                     | Gisela Dulko     | 1er tour (1/64)                                          | Maria Sharapova                                            | 1er tour (1/64)                                     | Nadia Petrova                                                | 1er tour (1/64)                                      | Vania King     |
| 2010  | 1er tour (1/64)                                     | Casey Dellacqua  | Q2 \|\| style="text-align:left" \| Zuzana Kučová         | 1er tour (1/64)                                            | Shenay Perry                                        | Q2 \|\| style="text-align:left" \| Michelle Larcher de Brito |                                                      |                |
| 2011  | Q1 \|\| style="text-align:left" \| Stéphanie Dubois | 1er tour (1/64)  | Kim Clijsters                                            | 2e tour (1/32)                                             | Melinda Czink                                       | 2e tour (1/32)                                               | Maria Sharapova                                      |                |
| 2012  | 1er tour (1/64)                                     | Romina Oprandi   | 1er tour (1/64)                                          | Lucie Šafářová                                             | 2e tour (1/32)                                      | Julia Görges                                                 | Q1 \|\| style="text-align:left" \| Kristýna Plíšková |                |

À droite du résultat, l’ultime adversaire.

### En double dames
| Année | Open d'Australie              | Open d'Australie           | Internationaux de France    | Internationaux de France      | Wimbledon                   | Wimbledon           | US Open                     | US Open                |
| ----- | ----------------------------- | -------------------------- | --------------------------- | ----------------------------- | --------------------------- | ------------------- | --------------------------- | ---------------------- |
| 2005  | -                             | -                          | -                           | -                             | 1er tour (1/32) T. Poutchek | L. McShea A. Spears | -                           | -                      |
| 2006  | -                             | -                          | 1er tour (1/32) T. Poutchek | T. Pironkova Yuan M.          | 1er tour (1/32) T. Poutchek | M. Díaz N. Grandin  | 2e tour (1/16) E. Birnerová | D. Safina K. Srebotnik |
| 2011  | -                             | -                          | -                           | -                             | -                           | -                   | 1er tour (1/32) S. Aoyama   | S. Errani R. Vinci     |
| 2012  | 1er tour (1/32) A. Tatishvili | D. Hantuchová A. Radwańska | 1er tour (1/32) C. Suárez   | A. Amanmuradova K. Bondarenko | -                           | -                   | -                           | -                      |

Sous le résultat, la partenaire ; à droite, l’ultime équipe adverse.

## Parcours en «Premier Mandatory» et «Premier 5»
Découlant d'une réforme du circuit WTA inaugurée en 2009, les tournois WTA « Premier Mandatory » et « Premier 5 » constituent les catégories d'épreuves les plus prestigieuses, après les quatre levées du Grand Chelem.

### En simple dames
| Année |  | Premier Mandatory          | Premier Mandatory            | Premier Mandatory | Premier Mandatory |  | Premier 5                    | Premier 5 | Premier 5  | Premier 5 | Premier 5                   |
| Année |  | Indian Wells               | Miami                        | Madrid            | Pékin             |  | Dubaï (⇒ 2011) Doha (2012 ⇒) | Rome      | Cincinnati | Canada    | Tokyo                       |
| ----- |  | -------------------------- | ---------------------------- | ----------------- | ----------------- |  | ---------------------------- | --------- | ---------- | --------- | --------------------------- |
| 2009  |  | 2e tour (1/32) A. Ivanović | 3e tour (1/16) A. Kleybanova | -                 | -                 |  | -                            | -         | -          | -         | -                           |
| 2010  |  | -                          | -                            | -                 | -                 |  | -                            | -         | -          | -         | -                           |
| 2011  |  | -                          | 2e tour (1/32) K. Clijsters  | -                 | -                 |  | -                            | -         | -          | -         | 1er tour (1/32) I. Benešová |
| 2012  |  | 1er tour (1/64) T. Paszek  | 1er tour (1/64) K. Pervak    | -                 | -                 |  | 1er tour (1/32) J. Görges    | -         | -          | -         | -                           |

Sous le résultat, l’ultime adversaire.

## Parcours en Fed Cup
| #                                                                      | Date       | Lieu       | Surface      | Gagnante(s)                 | Perdante(s)                       | Score         |          |
|                                                                        |            |            |              |                             |                                   |               |          |
| 2004 - Barrage (groupe mondial I) - Slovaquie - Biélorussie - 4 : 0    |            |            |              |                             |                                   |               |          |
| 1                                                                      | 10/07/2004 | Bratislava | Terre (ext.) | Martina Suchá               | Anastasiya Yakimova               | 6-0, 6-2      | Parcours |
|                                                                        |            |            |              |                             |                                   |               |          |
| 2012 - 1er tour (groupe mondial II) - États-Unis - Biélorussie - 5 : 0 |            |            |              |                             |                                   |               |          |
| 2                                                                      | 04/02/2012 | Worcester  | Dur (int.)   | Christina McHale            | Anastasiya Yakimova               | 6-0, 6-4      | Parcours |
| 2                                                                      | 04/02/2012 | Worcester  | Dur (int.)   | Serena Williams             | Anastasiya Yakimova               | 5-7, 6-1, 6-1 | Parcours |
| 2                                                                      | 04/02/2012 | Worcester  | Dur (int.)   | Liezel Huber Venus Williams | Darya Kustova Anastasiya Yakimova | 6-1, 6-2      | Parcours |

## Classements WTA en fin de saison

### En simple
| Année | 2003 | 2004 | 2005 | 2006 | 2007 | 2008 | 2009 | 2010 | 2011 | 2012 |
| Rang  | 288  | 177  | 101  | 69   | 121  | 113  | 98   | 121  | 62   | 253  |

Source : (en) « Classements de Anastasiya Yakimova », sur le site officiel du WTA Tour

### En double
| Année | 2004 | 2005 | 2006 | 2007 | 2008 | 2009 | 2010 | 2011 | 2012 |
| Rang  | 425  | 94   | 113  | 101  | 125  | 302  | 128  | 187  | 576  |

Source : (en) « Classements de Anastasiya Yakimova », sur le site officiel du WTA Tour